# Zaderiivka, Ripkî
Zaderiivka (în ucraineană Задеріївка) este localitatea de reședință a comunei Zaderiivka din raionul Ripkî, regiunea Cernihiv, Ucraina.

## Demografie
Componența lingvistică a localității Zaderiivka
     Ucraineană (93,37%)
     Rusă (5,48%)
     Belarusă (1,15%)
Conform recensământului din 2001, majoritatea populației localității Zaderiivka era vorbitoare de ucraineană (93,37%), existând în minoritate și vorbitori de rusă (5,48%) și belarusă (1,15%).